# Ponte della Cittadella
Il Ponte della Cittadella è un ponte sull'Arno del comune di Pisa.

## Caratteristiche tecniche
Il Ponte della Cittadella è lungo 116 metri, ha un'altezza massima di 13,50 metri, ha tre campate con una luce massima di 48 metri ed è largo 14 metri. La struttura è in cemento armato a vista. Le spalle e le pile sono rivestite di laterizio e pietra.

## Storia

### Origini
Nel 1328, nello stesso luogo dove ora si trova il Ponte della Cittadella, preesisteva il quarto ponte per importanza di quel periodo: il Ponte "Legazia a Mare" o più semplicemente "a Mare", successivamente nominato della "Degazia" o "Dagazia". Questo ponte, originariamente in legno, fu ricostruito nel 1331 sempre dello stesso materiale.
Tra il 1354 e il 1355 fu invece ricostruito in pietra da Stefano del Sordo. Nel XIV secolo il ponte era "levatoio" e dal XVI secolo, nuovamente restaurato, fu parte integrante delle mura difensive della città: le carovane dirette a Roma o al nord venivano accuratamente perquisite all'interno dell'annessa Cittadella e sottoposte ad una gabella. La sua struttura, consistente in un arco centrale di grandi dimensioni affiancato da tre più piccoli, fu particolarmente fragile e richiese negli anni numerose opere di manutenzione.

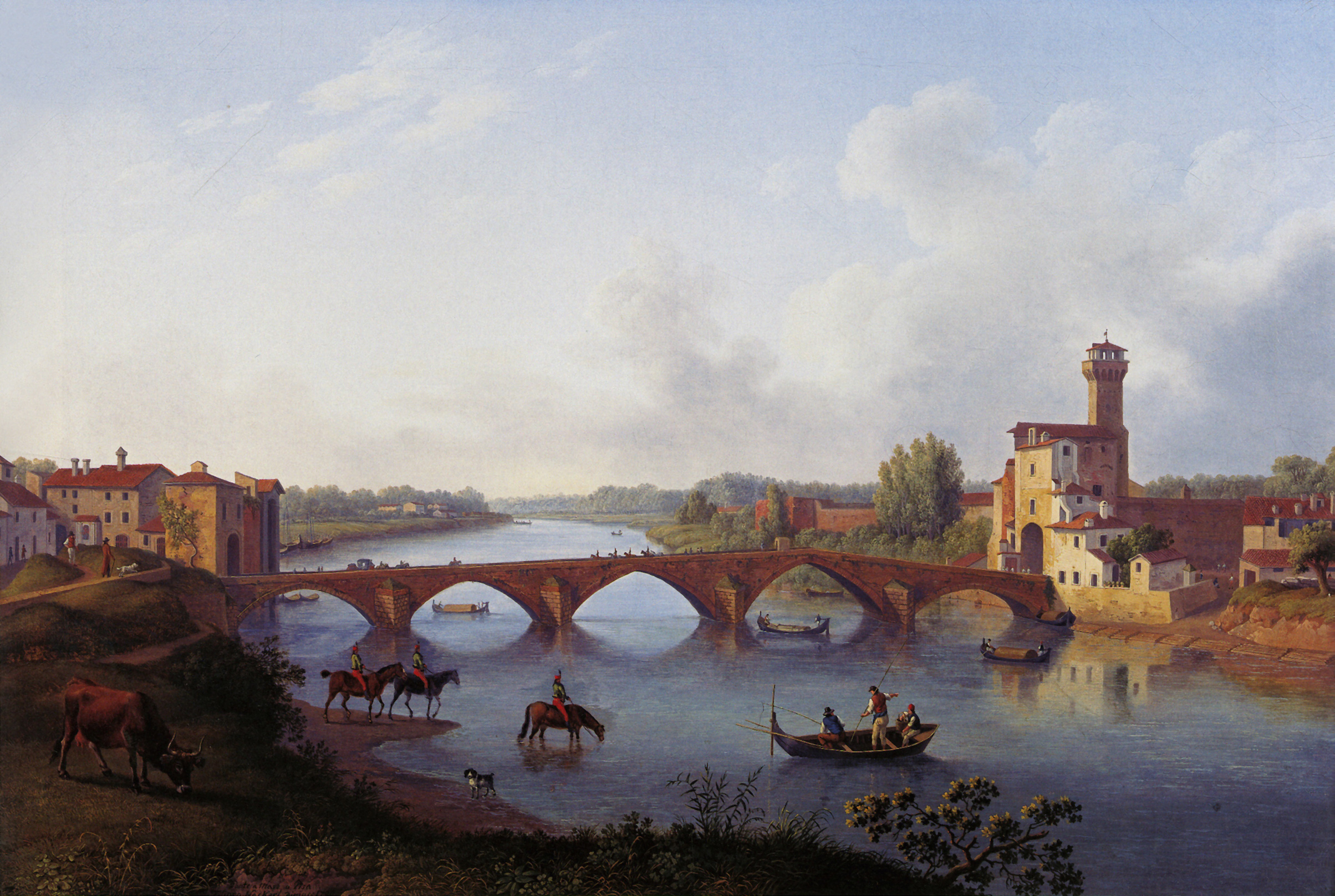
L'antico ponte della Degazia in un dipinto di Jacques Guiauduna del 1799

Oltre al primo intervento, che la tradizione assegna a Filippo Brunelleschi, di rimozione del ponte levatoio, occorre menzionare gli interventi dopo la piena del 1595, passando da quelli di Lupicini nel 1601  a quelli dell'Ing. Cosimo Puglioni, iniziati nel 1603 e terminati nel 1612. Altre lesioni si manifestarono negli anni seguenti che richiesero nuove opere di restauro tra il 1620 e il 1622, che però non ebbero grande effetto visto che nel 1634 si decise di abbattere definitivamente il ponte e di ricostruirlo.

### Ponte del XIX secolo
Il nuovo ponte ebbe vita fino al 1869 quando, il 10 dicembre, l'Arno in piena fece crollare una delle arcate. Dieci giorni dopo, fortemente lesionate dalla piena, fu la volta delle altre. Nei giorni successivi, sui resti dei piloni del ponte ormai distrutto, fu costruita una passerella in legno che crollò il giorno prima dell'inaugurazione. Nel 1878, seguendo il progetto dell'ing. Alfredo Cottrau, fu costruito un nuovo ponte un po' più a valle del sito attuale, che prese il nome di Ponte di Ferro, dal materiale con cui fu edificato. La nuova costruzione, destinata al solo traffico pedonale in quanto giudicata non molto sicura, fu distrutta durante la Seconda guerra mondiale, nel 1944: venne infatti scambiata per il vicino ponte della Ferrovia.

### Ponte attuale
La realizzazione del ponte attuale, dell'immediato dopoguerra, fu eseguita su commissione del Ministero dei lavori pubblici. L'aspetto e la struttura del ponte si ispirano a quella di altri due ponti di Pisa: il Ponte della Fortezza e il Ponte Solferino.